# Башкиры на Украине
Башкиры на Украине (укр. Башкири в Україні, баш. Украина башҡорттары) — башкирское национальное меньшинство, проживающее на территории Украины. 

## История
В IX веке башкирские племена в составе союза печенегов расселились в Северном Причерноморье (на территории современной Украины).
Большинство башкир переселилось на Украину в период трудовой миграции в СССР.
Башкиры составляют национальное меньшинство Украины: в 1989 году их составляло 7,4 тыс. человек, а по состоянию на 2001 год — 4,2 тыс. человек (0,008% населения Украины).
25 % башкир проживает за пределами Республики Башкортостан, в том числе в историческом Башкортостане. Украина — четвёртая по численности страна после России, Узбекистана и Казахстана. Дружественные отношения между Украиной и Башкортостаном обеспечивают удовлетворение культурных потребностей диаспор в обеих странах (для 15 тысяч украинцев, проживающих в Башкортостане, созданы  национальные школы, украинский национально-культурный центр «Кобзарь» и др.).